# Colostethus ramirezi
"Colostethus" ramirezi
Espèce
Statut de conservation UICN

 DD  : Données insuffisantes
"Colostethus" ramirezi est une espèce d'amphibiens de la famille des Dendrobatidae..
La position générique de cette espèce dans les Dendrobatidae est incertae sedis, elle est rapprochée de Colostethus, Hyloxalus ou Silverstoneia.

## Répartition
Cette espèce est endémique du département d'Antioquia en Colombie. Elle se rencontre à Urrao entre 1 300 et 1 400 m d'altitude dans la cordillère Occidentale.

## Étymologie
Cette espèce est nommée en l'honneur de Fabio Ramirez.

## Publication originale
- Rivero & Serna, 2000 "1995" : New species of Colostethus (Amphibia, Dendrobatidae) of the Department of Antioquia, Colombia, with the description of the tadpole of Colostethus fraterdanieli. Revista de Ecologia Latino Americana, vol. 2, no 1/3, p. 45-58 (texte intégral).